# 15 de Maio (canção)
"15 de Maio" é uma canção da dupla sertaneja brasileira Rayssa & Ravel, lançada em setembro de 2017 como o segundo single do álbum Feliz Demais.
Uma das principais faixas do álbum Feliz Demais (2017), foi escrita por Marcos Rodriguez e foi produzida pelo músico Marcelo Rodriguez. A música conta com influências do pop rock e sertanejo, e recebeu a participação de músicos como o guitarrista Henrique Garcia e o violonista Marco Abreu.
"15 de Maio", de acordo com Rayssa & Ravel por meio de gravações na Deezer, foi escolhida como a primeira canção romântica no repertório da dupla em anos. Simultaneamente ao lançamento do single foi divulgado um videoclipe dirigido por Yara Oliveira e as imagens foram gravadas no Nova Friburgo Country Clube.

## Faixas
| N.º | Título                  | Compositor(es)   | Duração |  |
| 1.  | "15 de Maio"            | Marcos Rodriguez | 3:24    |  |
| 2.  | "15 de Maio (playback)" | Marcos Rodriguez | 3:24    |  |

## Ficha técnica
Banda
- Rayssa – vocais
- Ravel – vocais
- Marcelo Rodriguez – produção musical, arranjos e teclados
- Marco Abreu – violão
- Rafinha de Laia – bateria
- Henrique Garcia – guitarra
- Luizinho Souza – baixo

Equipe técnica
- Alê Gaiotto – mixagem, masterização e efeitos especiais

Projeto gráfico
- Paola Cibim – make–up
- Paulo Cibim – fotos
- Observ Design – design